# Scarabaeus rugosus
Scarabaeus rugosus är en skalbaggsart som beskrevs av Hausmann 1807. Scarabaeus rugosus ingår i släktet Scarabaeus och familjen bladhorningar. Inga underarter finns listade i Catalogue of Life.